# 学校法人桐丘学園
学校法人桐丘学園（がっこうほうじんきりがおかがくえん）とは、幼稚園から大学などを設置する学校法人である。群馬県みどり市笠懸町阿左美に法人本部を置く。理事長は関崎亮。

## 建学の理想
- 建学の精神

社会に出て役立つ人間の育成

## 主な設置校

### 大学・短期大学
- 桐生大学 （群馬県みどり市笠懸町）
- 桐生大学短期大学部 （群馬県みどり市笠懸町）

### 高等学校
- 桐生第一高等学校 （群馬県桐生市）

### 中学校
- 桐生大学附属中学校 （群馬県桐生市）

### 認定こども園
- 桐生大学附属幼稚園 （群馬県桐生市）

## 沿革
- 1901年 - 長澤幹子により桐生裁縫専門女学館開校。
- 1904年 - 桐生裁縫女学校と改称。
- 1934年 - 財団法人となり桐生高等家政女学校と改称。
- 1946年 - 桐ヶ丘高等女学校と改称。
- 1948年 - 学制改革のため桐丘高等学校、桐丘中学と改称。
- 1951年 - 学校法人桐丘学園認可。
- 1952年 - 桐丘幼稚園を設置。
- 1963年 - 桐丘女子短期大学を設置。
- 1971年 - 短期大学を桐丘短期大学と改称。
- 1989年 - 桐生短期大学・桐生第一高等学校・桐生第一中学校・桐生短期大学付属幼稚園と改称。
- 1990年 - 桐丘学園物故者供養塔建立。
- 2002年12月 - 桐生第一中学校廃止[2]。
- 2008年 - 桐生大学設置。桐生大学短期大学部・桐生大学附属幼稚園と改称。学校法人桐丘学園の法人本部を群馬県桐生市小曽根町1番5号から群馬県みどり市笠懸町阿左美606番7に移転[2]。
- 2011年 - 桐生大学付属中学校設置。